# Německý kancléř
Německý kancléř, zkráceně také jen kancléř (Kanzler), je hlavou celoněmecké vlády od vzniku Německého císařství v roce 1871. Původně šlo o říšského kancléře (Reichskanzler, až do roku 1945), v současné době jde o spolkového kancléře (Bundeskanzler). V letech 1867 až 1871 existoval úřad spolkového kancléře pro Severoněmecký spolek, což byla federace severoněmeckých států sdružených pod faktickým vedením Pruského království.

## Popis
Podle Základního zákona pro Spolkovou republiku Německo (Grundgesetz für die Bundesrepublik Deutschland, GG) z roku 1949 (byl však několikrát pozměněn), který plní funkci tradiční ústavy, je německý spolkový kancléř ústřední postavou výkonné moci. 
Úřad vykonávající spolkový kancléř je považován za politicky nejmocnějšího nositele vládní funkce v Německu. Je vybaven rozsáhlými pravomocemi, mj. kompetencí vydávat politické direktivy (Richtlinienkompetenz), která je zakotvena v článku 65 větě 1 základního zákona. Někdy proto bývá německé státní zřízení označováno za tzv. kancléřskou demokracii. Podle protokolárních pravidel je však kancléř až třetí v hierarchii za spolkovým prezidentem a prezidentem (předsedou) Spolkového sněmu.
Spolkový kancléř je formálně navrhován spolkovým prezidentem na základě výsledku voleb do Spolkového sněmu a s přihlédnutím k zastoupení politických stran v něm. Poté je ve Spolkovém sněmu volen, přičemž je podle německé ústavy k jeho zvolení potřebná absolutní většina hlasů poslanců Spolkového sněmu. Volba může být až tříkolová.
Spolkový kancléř může být odvolán pouze Spolkovým sněmem a jenom na základě tzv. konstruktivního vyjádření nedůvěry (konstruktives Misstrauensvotum), tedy pouze tehdy, pokud se Spolkový sněm zároveň shodne na jeho nástupci.